# Las chicas de la estación
Las chicas de la estación es una película española de drama de 2024, dirigida por Juana Macías, quien la coescribió junto a Isa Sánchez. Está protagonizada por las debutantes Julieta Tobío, Salua Hadra y María Steelman. Se estrenó en el Festival Internacional de Cine de San Sebastián el 23 de septiembre de 2024, y tiene previsto su estreno en cines españoles para el 22 de noviembre de 2024, con distribución de A Contracorriente Films.

## Trama
Jara (Julieta Tobío), Álex (Salua Hadra) y Miranda (María Steelman) son tres chicas que han crecido en un centro de menores sin saber qué es el amor sin condiciones. Es el cumpleaños de Jara y las tres quieren celebrarlo en el concierto de su trap queen preferida. Ellas no tienen dinero ni muchas formas de conseguirlo, pero por el barrio está siempre una chica algo mayor, ex interna de su mismo centro, que les ofrece citas con adultos en los baños de la estación. Poco a poco y creyendo tener el control, se van viendo atrapadas en una red de prostitución de menores. La violación múltiple a una de ellas acabará por darle la vuelta a todo.

## Reparto
- Julieta Tobío como Jara
- Salua Hadra como Álex
- María Steelman como Mirnada

## Producción
El 17 de junio de 2021, se anunció por primera vez que las productoras Feelgood Media, Kowalski Films y La Perifèria Produccions estaban desarrollando la próxima película de Juana Macías como directora, Las chicas de la estación, la cual estaría inspirada en casos reales de explotación sexual de menores. El guion de la película fue escrito por Macías junto a Isa Sánchez. Julieta Tobío, Salua Hadra y María Steelman fueron seleccionadas como las protagonistas de la película, en su debut como actrices. El rodaje de la película comenzó a principios de junio de 2023 y tuvo lugar en Palma de Mallorca y Madrid.
El presupuesto total de la película es de dos millones de euros, incluyendo un millón de euros procedente de las ayudas generales del ICAA.

## Lanzamiento y marketing
El 13 de septiembre de 2024, se anunció que Las chicas de la estación tendría su estreno mundial en la Gala RTVE del Festival Internacional de Cine de San Sebastián el 23 de septiembre de 2024, coincidiendo con el Día Internacional contra la Explotación Sexual y el Tráfico de Mujeres, Niñas y Niños. El 9 de octubre de 2024, A Contracorriente Films lanzó el tráiler de la película y programó su estreno en cines de España para el 22 de noviembre de 2024.